# Kościół św. Jakuba Apostoła w Głownie
Kościół Świętego Jakuba Apostoła – rzymskokatolicki kościół parafialny należący do dekanatu Głowno diecezji łowickiej.
Obecna murowana świątynia została wybudowana latach 1923–1930 według projektu Wiesława Lisowskiego przez księdza Franciszka Gwoździeckiego, staraniem proboszcza i parafian. W kościele znajdują się trzy ołtarze oraz polichromia wykonana przez Feliksa Paszkowskiego.
Budowla została wzniesiona na planie krzyża greckiego. Jego ramiona są zakończone prostokątnie i znajdują się w nich prezbiterium, dwie kaplice oraz pomieszczenie pomocnicze. Kruchta wybudowana na planie kwadratu została uzupełniona o dwie nisze – absydy. Wchodzi się do niej przez prostokątny przedsionek mieszczący schody w elewacji frontowej, która tworzy monumentalny portyk podparty dwoma filarami o przekroju kwadratowym. Na elewacji frontowej są umieszczone wąskie okna. Cała ośmiokątna nawa jest zwieńczona płaską kopułą z krzyżem. Świątynia została poświęcona w dniu 7 grudnia 1930 roku przez ówczesnego biskupa Wincentego Tymienieckiego.